# 海の彼方に (X-ファイルのエピソード)
「海の彼方に」（原題:Beyond the Sea）は『X-ファイル』のシーズン1第13話で、1994年1月7日にFOXが初めて放送した。本エピソードは『X-ファイル』のエピソードの最高傑作と位置付けられることが多い（後述）。

## スタッフ
- 監督：デヴィッド・ナッター
- 脚本：グレン・モーガン、ジェームズ・ウォン

## キャスト

### レギュラー
- デイヴィッド・ドゥカヴニー - フォックス・モルダー特別捜査官
- ジリアン・アンダーソン - ダナ・スカリー特別捜査官

### ゲスト
- ブラッド・ドゥーリフ - ルーサー・リー・ボッグス
- ドン・S・デイヴィス - ウィリアム・スカリー
- シーラ・ラーケン - マーガレット・スカリー
- ローレンス・キング=フィリップス - ルーカス・ジャクソン・ヘンリー
- フレッド・ヘンダーソン - トーマス捜査官
- ドン・マッケイ - ジョセフ・キャッシュ
- リサ・ブルタッジョ - リズ・ホーリー
- チャド・ウィレット - ジム・サマーズ

## ストーリー
スカリーは、父親ウィリアムと母親マーガレットの2人を自宅に招いて楽しいひと時を過ごした。2人が帰るとすぐに、スカリーはソファで寝てしまった。スカリーが目を覚ますと、目の前の椅子にウィリアムが座っていた。ウィリアムはスカリーに何か語り掛けているようだったが、スカリーはそれを聞き取ることができなかった。スカリーは鳴り出した電話に目を移した後、もう一度イスに目を向けるとそこにウィリアムの姿はなかった。スカリーはマーガレットからウィリアムが心臓発作で亡くなったことを知らされる。
ノースカロライナ州ローリー。警官に変装した男が若いカップルを誘拐した。その数日後、モルダーとスカリーはその事件について話し合っていた。モルダーはその誘拐事件が連続誘拐犯による仕業で、その推測が正しいならば、カップルは数日のうちに殺されると考えた。また、数年前にモルダーが逮捕に関わった連続殺人犯、ルーサー・リー・ボッグスから死刑撤回と引き換えに自身の霊能力を使って誘拐事件の捜査に協力するとの申し出があった。モルダーはいつもと違ってルーサーの霊能力を疑ってかかっていた。
2人は刑務所に収容されているボッグスの元を訪れた。モルダーが誘拐事件に関連する物をボッグスに渡すと、それを介してボッグスは誘拐されたカップルの状態を詳細に霊視した。しかし、モルダーが渡したのは自分のTシャツの切れ端だった。モルダーはボッグスが嘘をついていると判断し、2人は刑務所を去ろうとした。そのとき、スカリーがふとボッグスの方を振り返ると、そこに父親の幻影を見た。その幻影はウィリアムの葬式で流れた『ビヨンド・ザ・シー』を口ずさんでいた。しかしスカリーはそのことをモルダーに言わなかった。2人はボッグスが死刑を回避するために何者かと組んで誘拐事件を起こした可能性について議論した。2人はカップルが見つかったという内容の偽の新聞記事をボッグスに渡した。それを見たボッグスが外部の共犯者と連絡を取るように仕向けるためである。ところが、ボッグスは偽の新聞記事には引っ掛からなかった。その一方で、ボッグスは2人に誘拐事件に関する曖昧なヒントを与えた。ボッグスのヒントに従ったスカリーはある倉庫を調べた。すると、カップルがある時点までその倉庫に拘禁されていた証拠が見つかった。モルダーは数人の捜査官を引き連れ、誘拐犯がカップルを監禁しているボート小屋に突入した。女性は助かったが、モルダーは誘拐犯に撃たれてしまい、誘拐犯は男性を連れて逃走した。
ボッグスが誘拐事件に関与している可能性を考慮して、刑務官たちはボッグスに対して優しく振る舞っていた。ボッグスはスカリーに自分ならウィリアムと交信できるという。ボッグスは「もし君が自分の死刑に立ち会ってくれるのなら、君の父親の最後のメッセージを伝えよう」とスカリーに持ち掛けてきた。さらに、ボッグスは誘拐犯が今いる場所に関する情報もスカリーに伝えた。その時ボッグスは「悪魔を避けるように」とスカリーに忠告した。スカリーは数人の捜査官を引き連れ、ボッグスから聞いたビール工場に突入し、誘拐されていた男性を救出することができた。スカリーは逃走した誘拐犯を追ったが、犯人がビール工場のロゴ（悪魔が描かれている）が張ってある足場へ逃げ込んだため、スカリーはボッグスの忠告を思い出してそこで立ち止まった。その足場に足を踏み入れたとき、床が抜けて犯人は転落死した。
ボッグスは死刑を執行する部屋へと連れていかれた。そこにスカリーの姿はなかった。ボッグスが刑場へ向かう途中に、自分が殺した人間達の霊を見え、彼の霊能力が本物だったことが明かされる。スカリーが入院中のモルダーの元を尋ねると、怪我は治っていた。モルダーは「なぜボッグスを介して、亡くなったお父さんの最期の言葉を聞かなかったんだい」とスカリーに訊いた。それに対しスカリーは「何も聞く必要はなかったの。父が何を言いたかったかぐらいはわかるわ。娘なのだから。」と答える。

## 製作
シリーズ開始直後からスカリーというキャラクターの掘り下げが足りないという批判があり、脚本担当のグレン・モーガンとジェームズ・ウォンはその批判を受けて本エピソードを執筆した。ウォンは「ジリアン・アンダーソンは女優としての才能をもっと視聴者に見せる必要があった。『海の彼方に』こそ『スカリーは超常現象なぞ信じない』という固定観念を打ち破る絶好の機会だった。スカリーは今まで懐疑主義者でしかなかったが、その枠を超えてキャラクターとして深みを持たせる必要があったんだ。」と振り返っている。ただし、スカリーが霊能者を信じるというアイデアに対してFOXの重役は反対したが、クリス・カーターの説得でそのアイデアを実現することができた。
モーガンとウォンはルーサー・リー・ボッグスに映画界の名優、ブラッド・ドゥーリフを起用しようとしたが、そのギャラの高さ故に反対の声が大きかった。そこで、カーターは感謝祭の日のディナーに20世紀フォックスの会長、ピーター・ロスを招待し、ドゥーリフを起用できないかと相談した。その結果、ドゥーリフの起用が認められた。 ドゥーリフには準備のための期間として4日間しかなかった。そのため、ドゥーリフは『X-ファイル』への出演を取りやめようとしたが、製作スタッフがさらに1週間の準備期間を設けたため、依頼を受けることにした。ドゥーリフは役に入り込む前に深呼吸を行うことで、顔色を紫がかった色にしていたという。

## 背景
本エピソードの原題「Beyond the Sea」は1959年に発表されたボビー・ダーリンの同名の歌からとられた。劇中ではウィリアムの葬式に流れた歌として登場する。本エピソードに登場するルーサー・リー・ボッグスの風貌は実在の殺人犯、リチャード・ラミレスによく似ている。また、ルーサー・リー・ボッグスとルーカス・ヘンリーの名前は実在の連続殺人犯ヘンリー・リー・ルーカスからとられたものである。
なお、ボッグスの名前は『X-ファイル』の映画版第2作『X-ファイル: 真実を求めて』でも言及される。また、シーズン1第10話「堕ちた天使」で登場したマックス・フェニグの帽子がモルダーのオフィスの壁に飾られている。
スカリーは父親ウィリアムを「エイハブ」と呼び、ウィリアムはスカリーを「スターバック」と呼んでいるが、このニックネームはハーマン・メルヴィルの小説『白鯨』のキャラクターからとられたものである。なお、この設定はシーズン2第8話「昇天 Part.3」とシーズン3第22話「ビッグ・ブルー」にも使われている。

## 内容の分析
本エピソード放送時には既に、『X-ファイル』の主人公の立ち位置は定まっていた。モルダーは超常現象肯定派で、スカリーが懐疑主義者だった。その構図を初めて逆転させたのが本エピソードであった。父親ウィリアムの死で気が弱くなっていたスカリーはボッグスの霊能力を信じてしまった。その一方でモルダーはボッグスの霊能力を疑い、彼の能力を論理的に否定しようとした。
こうなった理由に関してはいくつかの説がある。ジャン・デルサラは「スカリーがボッグスの霊能力を信じようとしたのは、ボッグスの中に自分と同じものがあると感じたからだ。つまり、スカリーとボッグスは家族の高い期待が子供にとって重圧になり得ることを知っていたのだ。スカリーは父親に自分を誇りに思ってほしいと強く願っていた。それにも拘らず、スカリーは父親の期待を裏切り、医者ではなくFBI捜査官の道を歩んだ。ボッグスは自分の家族を殺したとき、家族の命ではなく家族が自分に向けた期待を殺そうとしたのである。一方、スカリーとは対照的に、モルダーと彼の両親の関係は期待ではなく、サマンサを守ることができなかったという一種の失望でもあり憤りでもある感情に基づいている。それ故にモルダーはボッグスに共感しようとはしなかったのである。」と述べている。
スカリーが自分の本能に従って事件を解決したのに対し、懐疑に陥ったモルダーは捜査中に銃撃されて入院する羽目になった。これに関してジョー・バロンは「物語が進むにつれて、スカリーはモルダーのようになってしまう。」と述べている。ディーン・コワルスキーは「モルダーとスカリーの立ち位置が反転したのは、シリーズが進むにしたがって、モルダーとスカリーの距離感が縮まっためである」と述べている。
スカリーは強い父性を持った男性に惹かれつつも、それに抵抗感を感じる女性である。シーズン4第13話「タトゥー」では、スカリーが長らく父親に憧れていたことが判明する。こうしたスカリーが抱える父性への相反する感情はシリーズ全体を通して主題になっていく。
父親像というテーマはモルダーとスカリーの双方から問われていくテーマでもある。実の父親だけではなく、保護者的な役割を果たすキャラクターが『X-ファイル』シリーズには出てくる（ディープ・スロート、シガレット・スモーキング・マン、リチャード・マティソン上院議員など）。本エピソードは主人公2人の父親観、母親観を問う最初のエピソードになっている。スカリーとその父親ウィリアムの関係はモルダーとその父ウィリアムの関係と鏡映しになっている（つまり正反対になっている）。
スカリー捜査官と『羊たちの沈黙』に出てくるクラリス・スターリング捜査官はよく比較して論じられる。ロンダ・ウィルコックスとJ・P・ウィリアムズはスカリーとクラリスの容姿が似ているだけではなく、男社会で働いている点においてもよく似ていると指摘している。2人は本エピソードにおけるスカリーとクラリスが特に似ていると指摘する。2人は「スカリーは父親と感情的に結びついている一方で、自らを父親に認めてもらおうとしていた。父親の死後、スカリーにとって自分が父親にとって自慢の娘であったかという問題が切実な問題になってきた。
また実際に霊能力は本物であったわけだが、スカリーは霊能力の存在を全否定して終わる。この点は非常に感じの悪い終わり方であるが、同時に今まで霊能力の存在を全否定していたモルダーが「なぜ父親の言葉を聞きに行かなかったのか？」と今までの彼では考えられないような発言をする。これはモルダーが信じ、スカリーが疑うという本来のXファイルに戻ったことを意味しているものと思われる。

## 評価
1994年1月7日、FOXは本エピソードを初めてアメリカで放映し、1,080万人（620万世帯）が視聴した。
『Nitpicker's Guide for X-Philes』の著者、フィル・ファーランドは「（シーズン4までのエピソードの中で）最も優れた6本のエピソード」に本エピソードを選出している。『バンクーバー・サン』は本エピソードをシリーズ最高傑作の一本に位置づけ、特にドゥーリフの演技を「極めて不気味なものだ」と称賛している。『ポップマターズ』は本エピソードを「モンスターズ・オブ・ザ・ウィーク」系のエピソードの最高傑作と評し、「ルーサー・リー・ボッグスは『モンスターズ・オブ・ザ・ウィーク』系のエピソードに登場した悪役の中でも最高だ。ルーサーという下劣極まりない存在の前では、エイリアンに誘拐されるのは喜ばしいことに見えてしまう。」と述べている。『IGN』は本エピソードを「モンスターズ・オブ・ザ・ウィーク」系のエピソードの中で2番目にいい作品だと述べ、「モルダーとスカリーの立ち位置の変化の具合が実にいい」と評している。また、『A・V・クラブ』のザック・ハンドルンは本エピソードにB+評価を下し、「ドゥーリフの演技は確かに圧巻のものだが、映画俳優である彼がなぜテレビドラマに出ようと思ったのかわからない」「スカリーの人間像に焦点を当てたのは面白いし、アンダーソンの演技もうまい。しかし、「海の彼方に」に出てくるスカリーは普段の彼女に比べて余りにも弱い人間に思える。」と述べている。
本エピソードは製作スタッフからも高く評価されている。クリス・カーターとジリアン・アンダーソンは本エピソードをお気に入りのエピソードの一つに挙げている。モーガンは本エピソードの脚本の出来の良さを誇りに思っていると述べている。ナッターは「今まで私が演出を手掛けた作品の中で、最も完成度の高い作品だ。視聴者が抱いていたスカリーに対するイメージを一変させたと思う。このエピソードのおかげで、スカリーというキャラクターは重層的な人物像を持つようになった。そのこと自体がスカリーにも大きな影響を与えたんだ。」と述べている。